# هنري وينكلر
هنري وينكلر فرانكلين (بالإنجليزية: Henry Winkler)‏ (من مواليد 30 أكتوبر 1945) هو ممثل أمريكي ومدير منتج، وكاتب.واشتهر ينكلر في دوره فونزي على المسرحية الهزلية الأمريكية عام 1970s

## حياته
ولد هنري وينكلر في مانهاتن، نيويورك، ولدته هي آنا إلسي ماريا وابوخ هو هاري وينكلر ايرفينغ، وهو مدير تنفيذي لشركة خشب هاجر أهل وينكلر يهوديين من ألمانيا إلى الولايات المتحدة في عام 1939، قبل بداية الحرب العالمية الثانية.وحصل على درجة البكالوريوس من كلية ايمرسون في عام 1967

## وصلات خارجية
- هنري وينكلر على موقع IMDb (الإنجليزية)
- هنري وينكلر على موقع الموسوعة البريطانية (الإنجليزية)
- هنري وينكلر على موقع روتن توميتوز (الإنجليزية)
- هنري وينكلر على موقع ألو سيني (الفرنسية)
- هنري وينكلر على موقع ميوزك برينز (الإنجليزية)
- هنري وينكلر على موقع أول موفي (الإنجليزية)
- هنري وينكلر على موقع قاعدة بيانات برودواي على الإنترنت (الإنجليزية)
- هنري وينكلر على موقع قاعدة بيانات الأفلام السويدية (السويدية)
- هنري وينكلر على موقع إن إن دي بي (الإنجليزية)
- هنري وينكلر على موقع قاعدة بيانات الفيلم (الإنجليزية)

هنري وينكلر  على قاعدة بيانات الخيال التأملي على الإنترنت